# 紅塵觀音—夜琴郎
紅塵觀音－夜琴郎，是由尚和歌仔戲劇團所演出的歌仔戲作品，該作品作為尚和歌仔戲劇團創團25周年的原創大戲。該戲採用巡演形式，2019年8月31日於台北市城市舞台展開巡演，再來到高雄至德堂、板橋多功能集會堂、台中歌劇院，最後2019年12月21日來到臺南市立臺南文化中心完成最後巡演，每個巡演區域都各2場演出，總計10場。

## 作品內容
該戲以觀音老母作為劇情主軸，描述夜琴郎來到荒野中的觀音石窟，並在那天晚上夢見的妙善公主。妙善公主貴為公主，心中對世界充滿著愛意，但始終都無法得到父王的認可，因此夜琴郎鼓勵妙善公主要勇敢追隨心中的夢想。就在夜琴郎彈著琴，唱著妙善公主所教的梵文時，霎時心靈交會，竟然穿越了時光之河，來到了遠古的王國。夜琴郎看到了美麗的妙善公主，有著說不上的熟悉及愛慕，為了破除國王的疑慮，以及擺脫貴族的追求者，他批替國王征戰了敵國。得到婚約後，卻讓妙善公主陷入了難以回復的困境，那天夜裡，國王焚燒了妙善公主所在的白雀寺，夜琴郎聽聞而至，奮不顧身地跳入火場。該戲透過禪學風格的方式傳達孝道觀念，並藉此感動和教化人心。

## 場次
| 場次 | 日期           | 時間            | 地點                 |
| ---- | -------------- | --------------- | -------------------- |
| 1    | 2019年8月31日  | 19時30分(UTC+8) | 台北市城市舞台       |
| 2    | 2019年9月1日   | 14時30分(UTC+8) | 台北市城市舞台       |
| 3    | 2019年10月19日 | 19時30分(UTC+8) | 高雄至德堂           |
| 4    | 2019年10月20日 | 14時30分(UTC+8) | 高雄至德堂           |
| 5    | 2019年10月26日 | 19時30分(UTC+8) | 板橋多功能集會堂     |
| 6    | 2019年10月27日 | 14時30分(UTC+8) | 板橋多功能集會堂     |
| 7    | 2019年11月9日  | 19時30分(UTC+8) | 台中歌劇院           |
| 8    | 2019年11月10日 | 14時30分(UTC+8) | 台中歌劇院           |
| 9    | 2019年12月21日 | 19時30分(UTC+8) | 臺南市立臺南文化中心 |
| 10   | 2019年12月22日 | 14時30分(UTC+8) | 臺南市立臺南文化中心 |

## 製作團隊
- 導演：曾慧誠[3][1]
- 編劇：梁越玲[1]
- 音樂設計：周煌翔[3][1]
- 燈光設計：車克謙[3][1]
- 舞台設計：張哲龍[3][1]
- 投影設計：徐逸君[3][1]
- 舞蹈設計：張雅婷[3]
- 武術指導：劉冠良[3]

## 外部連結
- 尚和歌仔戲劇團《紅塵觀音－夜琴郎》官方資訊頁面 （页面存档备份，存于）